# ARA Mendoza (D-3)
El ARA Mendoza (D-3) la primera unidad de los tres destructores de la clase Mendoza de la Armada Argentina. Fue botado en 1928 y asignado en 1929.
Tenía 2120 t de desplazamiento a plena carga, 102,11 m de eslora, 9,68 m de manga y 3,81 m de calado. Su propulsión son dos (2) turbinas de engranajes y cuatro (4) calderas que permitían al buque alcanzar los 36 nudos de velocidad. Su armamento eran cinco (5) cañones de calibre 120 mm, uno de 76 mm, dos cañones pom-pom y seis tubos lanzatorpedos de 533 mm.
Fue dado de baja en 1962 junto al ARA La Rioja y ARA Tucumán.